# Erminio Dones

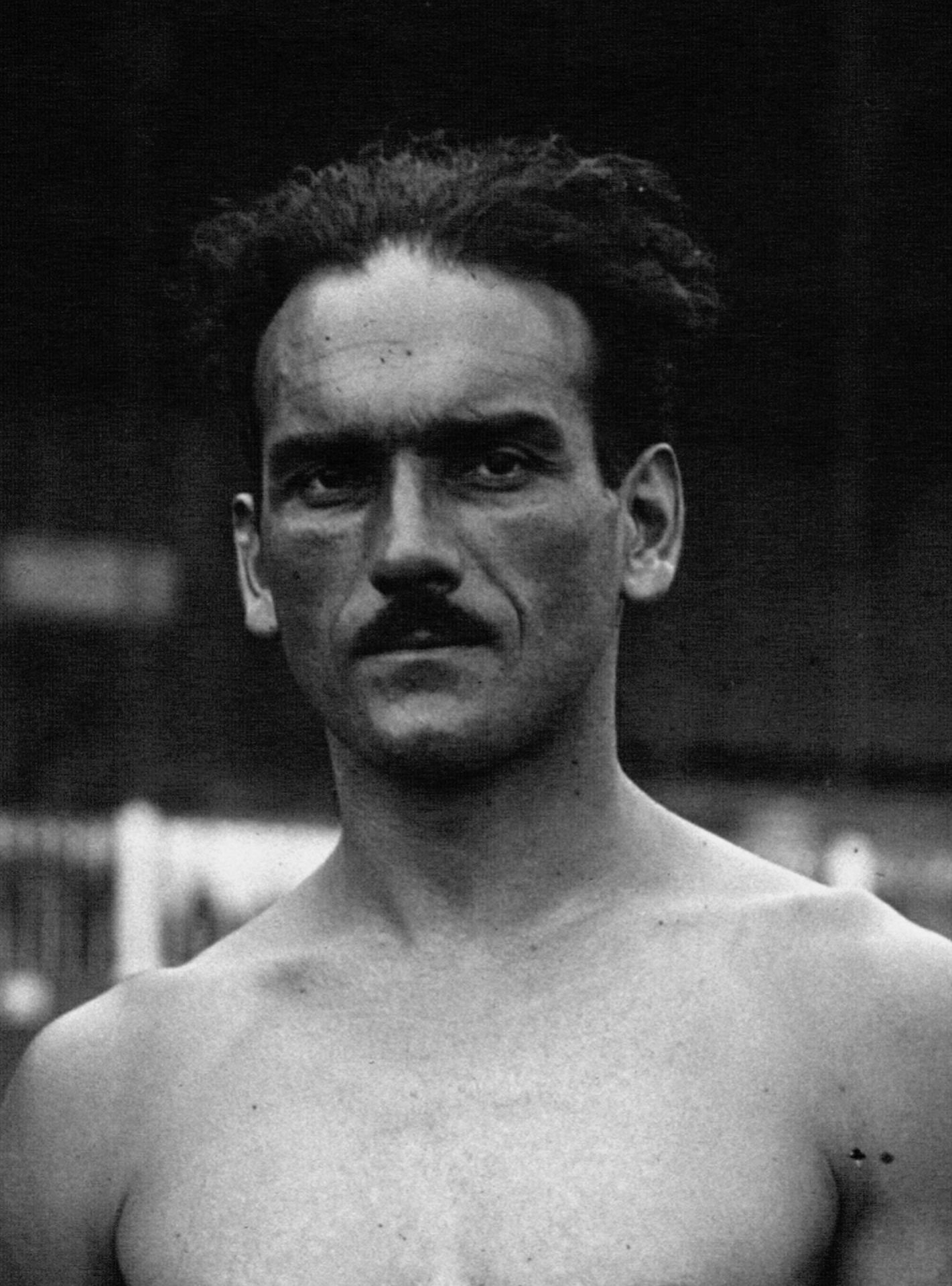
Erminio Dones (1919)

Erminio Dones (* 14. April 1887 in Venedig; † 25. April 1945) war ein italienischer Ruderer. Der Olympiazweite von 1920 gewann bei Europameisterschaften zwei Gold-, zwei Silber- und drei Bronzemedaillen.

## Sportliche Karriere
Dones gewann seine erste internationale Medaille bei den Europameisterschaften 1905, als er mit dem italienischen Achter den dritten Platz belegte.
Zwei Jahre später erruderte er bei den Europameisterschaften 1907 zwei Medaillen. Im Einer belegte er den dritten Platz hinter dem Franzosen Gaston Delaplane und dem Belgier Jozef Hermans. Im Doppelzweier siegte er zusammen mit Emilio Sacchini vor den Belgiern Daniël Clarembaux und Joseph Hermans. 1908 siegte Hermans zusammen mit Xavier Crombet, dahinter belegten Dones und Sacchini den zweiten Platz. Vier Jahre später gewann Dones zusammen mit Pietro Annoni bei den Europameisterschaften 1912 den Titel im Doppelzweier.
Bei den olympischen Spielen 1920 in Antwerpen traten im Doppelzweier fünf Boote an. Dones und Annoni bezwangen im Vorlauf das belgische Boot. Im Finale gewannen Paul Costello und Jack Kelly sr. aus den Vereinigten Staaten mit zehn Sekunden Vorsprung vor den Italienern, die ihrerseits zwei Sekunden Vorsprung auf die Franzosen Gaston Giran und Alfred Plé hatten.
Bei den Europameisterschaften 1922 belegte Dones mit seinem neuen Partner Lorenzo Salvini den zweiten Platz hinter dem Boot aus der Schweiz, 1923 erreichten Dones und Salvini den dritten Platz.